# Termit (kémia)
A termit vas-oxid (vagy más fém-oxid) és alumínium por keverékéből álló pirotechnikai készítmény.

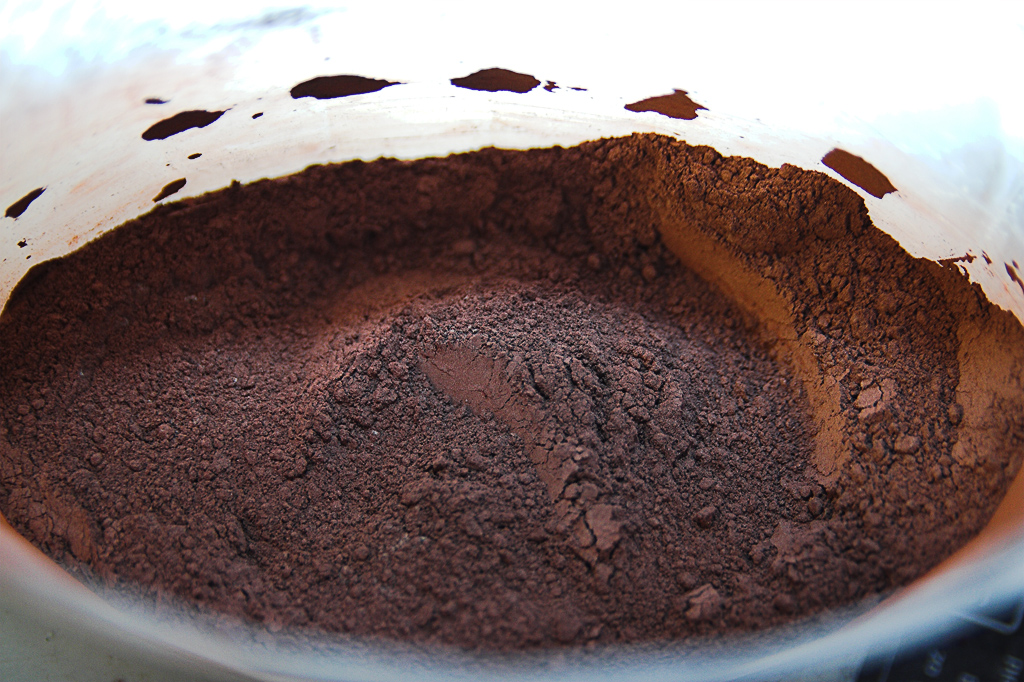
Vas-oxidot tartalmazó termitkeverék

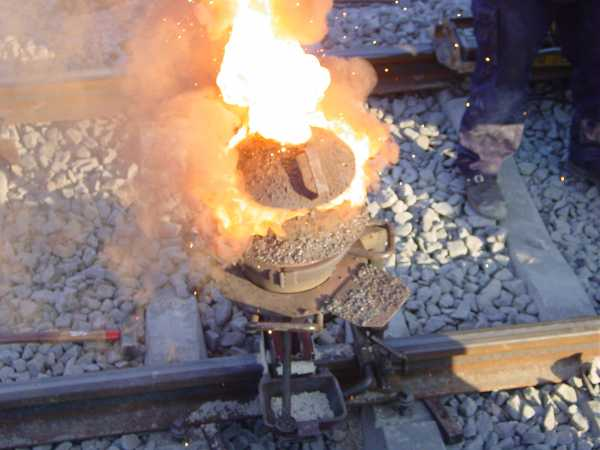
Sín termithegesztése

A porkeverék magas hőmérsékleten a következő erősen exoterm reakciót produkálja:
3FeO + 2Al → 3Fe + Al2O3 + 836 kJ ,
Fe2O3 + 2Al → 2Fe + Al2O3 + 831 kJ .
A reakció eredménye alumínium-oxid, vas, és rengeteg hő. Begyújtás után a reakció hozzávetőleg 2400 °C hőmérsékletet generál.

## Nanotermit
Angolul: UFG (Ultra Fine Grain = ultrafinom szemcsék)
A hozzávalók szemcseméretét radikálisan csökkentik, így a reakció sebessége megnő. Mivel a felszabaduló hőmennyiség változatlan (a kémiai reakció ugyanaz), a keletkező hőmérséklet magasabb, a reakció robbanásszerűen zajlik.

## Felhasználása
- Sínek hegesztéséhez használják, illetve gyújtóbombákhoz, mivel vízzel nem oltható.

## Veszélyei
A beindult reakciót nehéz leállítani, ezért nagyon nehezen oltható tüzet képes okozni (ezt használták ki a termit alapú gyújtóbombáknál).
A reakció igen heves, ezért olvadt izzó  láva fémrészek lövellnek ki a reakcióedényből, és viszonylag távol is okozhatnak tüzet.
A reakció erős UV-fény kíséretében megy végbe, ezért a reakciót megfelelő védőeszközzel (hegesztőmaszk) kell nézni.
A keverékbe került alacsony olvadáspontú anyagok felforrhatnak, és a levegőbe kerülhetnek.